# IC 4614
IC 4614 је лентикуларна галаксија у сазвјежђу Херкул која се налази на листи објеката дубоког неба у Индекс каталогу.
Деклинација објекта је + 36° 6' 53" а ректасцензија 16h 37m 47,2s. Привидна величина (магнитуда) објекта IC 4614 износи 14,5 а фотографска магнитуда 15,4. IC 4614 је још познат и под ознакама MCG 6-36-57, CGCG 196-87, PGC 58641.